# За королеву и страну
«За королеву и страну» — британский кинофильм-драма 1988 года.
Премьера состоялась 17 мая 1988 года на Каннском кинофестивале. В 1989 году фильм получил две премии «Cognac Festival du Film Policier» в категориях «Лучший актёр» и «Лучший режиссёр».
Слоган фильма — He’s older, he’s wiser, but times have changed.

## Сюжет
Фильм рассказывает о бывшем десантнике — герое фолклендской войны, безуспешно пытающемся найти своё место в мирной жизни и приходящему к выводу о том, что, несмотря на военные заслуги, он считается человеком второго сорта.

## В ролях
- Дензел Вашингтон — Рубен Джеймс
- Дориан Хили — Тони «Фиш»
- Шон Чепмен — Боб Харпер
- Грэм Мактавиш— лейтенант
- Джефф Фрэнсис — Линфорд
- Фрэнк Харпер — Микки
- Крейг Фэйрбрасс — Челлонер
- Брюс Пэйн — Колин
- Аманда Редман — Стэйси
- Кен Стотт — государственный служащий